# Planckenergi
Planckenergi, betecknat {\displaystyle E_{\text{P}}}, är en energienhet och en av de härledda Planckenheterna, ett måttenhetssystem som bygger på naturliga enheter. Planckenergi definieras som:
{\displaystyle E_{\text{P}}=m_{\text{P}}c^{2}={\frac {\hbar }{t_{\text{P}}}}={\sqrt {\frac {\hbar c^{5}}{G}}}}
där {\displaystyle G} är gravitationskonstanten, {\displaystyle \hbar } Diracs konstant och {\displaystyle c} ljusets hastighet i vakuum.
Dess värde är ungefär 1,9561 × 109 J.